# Berlin-Totale
Berlin-Totale ist eine Reihe von Dokumentarfilmen der Staatlichen Filmdokumentation  der DDR über Straßen und Plätze in Berlin-Mitte von 1973/1979 bis 1986.

## Geschichte
Seit 1972 wurden erste Dokumentarfilme  über historische Gebäude und Straßen in Berlin-Mitte durch die neu gegründete Staatliche Filmdokumentation der DDR  erstellt. Seit 1976 drehte besonders Veronika Otten weitere solche Filme.
Spätestens 1978 wurde durch den neuen Leiter Karl-Heinz Wegner das  Konzept Berlin-Totale entwickelt, mit verschiedenen systematisierten Untergruppen, in die auch einige ältere Filme eingeordnet wurden.
Nach dessen Pensionierung 1981 wurde dieses aber nicht weiter fortgeführt.
Die Filme bieten  verhältnismäßig ungeschönte Darstellungen des Alltags in Ost-Berlin, da sie keiner Zensur unterlagen. sie waren  als Archivdokumente aus einer unvollkommenen Vergangenheit für eine bessere Zukunft gedacht.
Alle Filme sind inzwischen digital im Bundesarchiv ansehbar, einige  werden gelegentlich auch in Programmkinos  gezeigt.

## Filme
Die Reihe Berlin-Totale wurde nur teilweise umgesetzt.
Es sind etwa  65 Filme erhalten, die in dreizehn Gruppen eingeteilt  sind.
Die umfangreichste ist  III. Lebens- und Wohnverhältnisse mit 23 Filmen.
I. Politische und ökonomische Besonderheiten Berlins
- 1. Hauptstadt-Funktion
  - a) Die Volkskammer, 1976

II. Bauten und Bauplätze
- Gebäudesanierung
  - a) Bergsteiger als Bauarbeiter, 1980

III. Lebens- und Wohnverhältnisse (23 Filme)
- 2. Altbaugebiet Berlin-Mitte
  - a) Gesellschaftliche Probleme, 1976
  - b) Neue Schönhauser Straße, 1976
  - c) Sophienstraße, 1979
  - d) Große Hamburger Straße, 1979
  - e) Joachimstraße, 1976
  - f) Auguststraße, 1979
  - g)  Steinstraße, 1976
  - h) Linienstraße, 1979
  - i)  Mulackstraße, 1979
  - k) Sophiengemeinde, 1976
  - l) Über den Dächern, 19745 Minuten
- 3. Räumung eines Häuserkomplexes, 1979

- 5. Wohnkultur
  - a) Ingenieurs-Wohnung, 1978
  - b) Arbeiter-Wohnung, 1978
  - c) Dozenten-Wohnung, 1978
  - d) Rentner-Wohnung. 1978
  - e) Arbeiter-Wohnung II, 1979
  - f) Studenten-Wohnung, 1979
  - g) Angestellten-Wohnung, 1980

- 6. Einrichtung einer Wohnung, 1979
  - a) Die gemeinsame Wohnung
  - b) Der Ehekredit
  - c) Die Wohnberatung
  - d) Die neue Einrichtung

- Politische Aktivitäten
  - a) Wahlen in einem Stadtbezirk, 1976

- Die Alten in der Stadt
  - a) Goldene Hochzeit, 1979
  - b) Der Garten als Hobby, 1979
  - f) Hauswirtschaftspflege, 1981

IV. Verkehr und Verkehrsmittel
- 1. Vorläufer der Tatrabahnen
  - a) Straßenbahnkorso, 1978
- 2.  Einführung der Tatrabahnen
  - a) Gleisbetterneuerung, 1978
  - b) Die erste Tatra-Bahn-Linie, 1978
  - c) Tatrabahnen aus Prag, 1979
- 4. Bus
  - a) Der letzte O-Bus, 1973
- Weiße Flotte
  - a) Die Fähre, 1978

V. Handel, Versorgung und Dienstleistungen
- 1. Märkte und Markthallen
  - a) Wochenmarkt in Pankow, 1973
  - b) Markthalle am Alexanderplatz, 1975
  - c) Ackerhalle, 1975
  - d) Mecklenburger Dorf in Köpenick, 1975

- Klein- und Großhandel
  - a) Kohlehandlung, 1978
  - b) Einkauf in der Baumschule, 1979
- Dienstleistungen
  - a) Gebäude- und Fassadenreinigung, 1978
  - b) Fundbüro der Deutschen Reichsbahn, 1981

VI. Stadttechnik
- 1. Müllbeseitigung
  - a) Schneebeseitigung, 1979
  - a) Hausmüll, 1978
- Straßenbeleuchtung
  - a) Gasleuchten, 1978

VII. Handwerksbetriebe
- Seltenes Handwerk
  - h) Roßschlachterei, 1980

VIII. Kunst und Kultur
- Künstler in Berlin
  - a) Gerhard Vontra, 1978
  - b) Der Maler Heinrich Worrmann, 1981
  - c) Genia Lapuhs, 1979

IX. Naherholung, Körperkultur und Sport
- Kleingartenanlagen 
  - a) Abriß einer Kleinhartenanlage, 1978
  - b) Aufbau einer Kleingartenanlage, 1980

XII. Medizinische und soziale Betreuung
- Altenbetreuung
  - a) Altersheim Koppenplatz, 1976

XIII. Tourismus und Fremdenverkehr
- Sehenswürdigkeiten
  - a) Kreuzung Unter den Linden / Friedrichstraße, 1976
  - b) Mahnmal Unter den Linden, 1975
  - c) Sowjetisches Ehrenmal Treptow, 1975
  - d) Alexanderplatz, 1972

XIV. Stadtgeschichte, Denkmale
- 1. Historische Gebäude
  - a) Handwerker-Vereinshaus, 1977
  - b) Sophienkirche, 1976–1979
- 2. Historische Straßen und Plätze
  - a) Garnison-Friedhof, 1976–1978
  - b) Friedhof der Sophien-Gemeinde, 1976
  - c) Oranienburger Straße, 1978
  - d) Almstadtstraße, 1979

- Historische Denkmale
  - a) Aufstellung der Granitschale im Lustgarten, 1981
  - b) Aufstellung der Statue Friedrich II. Unter den Linden, 1980

XV. Die Berliner
- Berliner im Berufsalltag
  - a) Plakatanschläger, 1978
  - b) Schornsteinfeger, 1978